# NGC 5475
NGC 5475 is een spiraalvormig sterrenstelsel in het sterrenbeeld Grote Beer. Het hemelobject werd op 14 april 1789 ontdekt door de Duits-Britse astronoom William Herschel.

## Synoniemen
- UGC 9016
- MCG 9-23-33
- ZWG 272.24
- PGC 50231